# Alfons Dirnberger
Alfons Dirnberger (* 4. September 1941; † 18. März 2022) war ein österreichischer Fußballspieler auf der Position eines Mittelfeldspielers.

## Karriere
Dirnberger begann seine Laufbahn in seiner Heimatstadt Tulln. 1958 wurde der damalige Spitzenverein First Vienna FC auf den 16-Jährigen aufmerksam und holte ihn in die höchste Spielklasse.

### Staatsliga/Nationalliga
Nach sechs Jahren bei der Vienna unterschrieb Dirnberger im Sommer 1964 einen Vertrag bei der Wiener Austria. Bis 1972 holte er mit dem Verein zwei Meister- und zwei Cuptitel. In diesem Jahr folgte der Wechsel zum Nationalliga-Aufsteiger SV Admira Wiener Neustadt. Nach dem Wiederabstieg in die Regionalliga kehrte er ab der Saison 1974/75 zu seinem Stammverein SC Tulln zurück, mit dem ihm in dieser Spielzeit der Aufstieg in die nunmehr zweitklassige Nationalliga gelang. Dort beendete er nach zwei weiteren Jahren seine aktive Karriere.

### Nationalteam
Dirnberger bestritt sein erstes von drei Länderspielen mit dem österreichische Nationalteam am 20. Oktober 1965, wo er zu einem der „Helden von Wembley“ wurde, die die Englische Nationalmannschaft im Londoner Wembley-Stadion mit 3:2 bezwangen. Dirnberger wurde von Trainer Edi Frühwirth in der 29. Minute für Johann Frank eingewechselt. Im weiteren Verlauf kam er noch bei einem Qualifikationsspiel für die Weltmeisterschaft 1966 in England zum Einsatz, wo Österreich vor 95.000 Zusehern im Leipziger Zentralstadion gegen die DDR mit 0:1 unterlag. Am 30. Oktober 1966 wurde Dirnberger noch einmal bei einem freundschaftlichen Länderkampf gegen Ungarn aufgestellt, wo Österreich im Népstadion von Budapest eine 1:3-Niederlage widerfuhr.